# Метелица (танец)
Мете́лица (укр. Метелиця, Віхола, бел. Мяцеліца, Завейніца) — русский, украинский и белорусский народный молодёжный хороводный круговой игровой танец с быстрой сменой фигур и многообразными кружениями, напоминающими метель. Это танец зимних гуляний молодёжи, который обычно устраивался на праздник на сельской площади или на замёрзшем пруду.

## Бытовой танец
Танцоры кружатся в стремительном хороводе, изображая метель. Метелицу исполняют вместе с пением или только под музыку. Хоровод «метелицы» построен на одном-двух несложных движениях. Ведущая пара увлекает за собой всю вереницу танцующих то по кругу, то восьмеркой, то «улиткой», а иногда закручивает всех в «сугроб», скученный в центре. Наиболее известен вариант танца, записанного П. Шейном в Виленской губернии:

Собираются в пары, берут в руки махрачки, т. е. полотенца, или поясы и становятся в ряд. Раздаются музыка и напев, и в одно мгновение поднимается точно метелица. Все пары бросаются вдруг, первая, проскочив под полотенцем, пропускает вторую пару, бросается под полотенце третьей, пропускает четвёртую и т. д. Всё это делается с неимоверною быстротою и всеми парами разом. Надобно удивляться, как стройно, скоро и даже грациозно совершается эта кутерьма. При этом поют.
Основным коленцем танца является скользящее движение «шага-бега», чередовавшееся с притоптываниями каблуками о землю в замысловатых ритмах. Танец исполняют в основном женщины. У белорусов этот танец исполнялся часто на одном движении: простой бег с полотенцами в руках, при помощи которых участники изображали метель.
В Великоустюгском районе Вологодской области это круговой танец, где девушки образуют внутренний круг, а парни — внешний. Исполняется под частушки в быстром темпе, но движения танцующих плавные. Основной шаг — быстрый, дробный, сочетается с оттопами. Обычно начинается с частушки про «метелицу»:

Я метелицу плясала,

Шибко топнула ногой.

Все четыре кавалера

Покачали головой.
В украинском варианте это круговой танец, в центре которого одна пара. Танец исполняется особой походкой с подскоками, а у мужчин — с присядкой. Импровизированные движения и специальный шаг должны воспроизводить снежную метель. У украинцев песню исполняют сами танцоры или с сопровождением хора. Наиболее известные слова песни:
Ой надворі метелиця,

Чому старий не жениться?

Ой ніколи женитися,

Бо нікому журитися.

Жаль мені превеликий,

Що поганий та сердитий,

Ой жаль животу,

Що любив сироту.

Ой жаль же мені,

Що не взяв я її,

Що любив та не взяв,

Гільки світ зав'язав.

## Сценический вариант
Танец был введён в первую белорусскую комическую оперу «Селянка» в финал первого акта. Либретто: В. Дунин-Марцинкевич, музыка: С. Монюшко (1852). Во второй половине XIX века был известен бальный танец-кадриль «Метелица» с пятью фигурами.
В сценических вариантах в танце иногда принимают участие и мужчины, могут добавляться движения «игра в снежки, катания на санях, игра в чехарду, карусель» и другие.